# رودولف اشتال
رودولف اشتال (انگلیسی: Rudolf Stahl; ۱۱ فوریهٔ ۱۹۱۲ – ۷ ژوئن ۱۹۸۴) بازیکن هندبال اهل آلمان بود.